# Elīna Zālīte
Elīna Zālīte (ur. 19 października 1898 w Vosi, zm. 7 kwietnia 1955 w Rydze) – łotewska pisarka, poetka, dramatopisarka i tłumaczka.

## Życiorys

### Wczesne lata
Elīna Zālīte urodziła się 19 października 1898 roku w niewielkiej wiosce Vosi, w parafii Trapeńska, w gminie Ape, tuż przy granicy z Estonią. Była córką Augusta Zālīša (1858–1933) i Karlīnes Zālītes (1862–1934). W 1904 roku przeprowadziła się z rodziną do miasta Ape, gdzie uczęszczała do szkoły podstawowej.

### Choroba
W 1917 roku zdiagnozowano u niej gruźlicę. Do 1918 roku uczęszczała do szkoły średniej w estońskim mieście Tartu. W latach 1918–1920 pracowała jako nauczycielka w Alūksne. Od 1920 roku zachorowała na ciężkie zapalenie płuc i spędziła prawie rok w łóżku wskutek czego musiała porzucić pracę nauczyciela. Zimą 1923 roku przebywała w polskim kurorcie w Zakopanem, gdzie napisała pierwszy wiersz. W 1924 roku znajdowała się przez sześć miesięcy w szpitalu w Rydze z powodu operacji kręgosłupa. W 1925 roku przebywała w Ogre, a następnie w sanatorium w Davos w Szwajcarii, gdzie pozostała do lata 1926 roku. Z powodu choroby nie miała stałej pracy od około siedmiu lat. W tym okresie robiła tłumaczenia z języka estońskiego i publikowała artykuły dotyczące literatury estońskiej i łotewskiej w czasopiśmie „Latvju raamat” oraz w gazecie „Latvijas Vēstnesis”.

### Późniejsze lata
Elīna Zālīte mówiła biegle po rosyjsku, estońsku, niemiecku, francusku, angielsku, fińsku i włosku. Pod koniec lat 20. mieszkała głównie w Rydze, a lato spędzała z rodzicami w Ape. W latach 1928–1934 Zālīte była dramaturgiem w teatrze Daile. W 1932 roku poślubiła aktora i reżysera Herberta Zommera. Pod koniec lat 30. XX wieku przebywała w Egipcie i południowej Francji ze względu na zdrowie. Podczas II wojny światowej Elīna Zālīte zajmowała się głównie tłumaczeniami. Jesienią 1944 r. wraz z mężem przybyła do teściów do Līvbērze, w Kurlandii, gdzie pozostali do końca wojny. W latach powojennych, aby zarobić na życie, próbowała dopasować się do łotewskiego procesu literackiego.

## Twórczość
Elīna Zālīte karierę literacką rozpoczęła w latach 20. XX w. od tłumaczeń i pisania wierszy. W 1921 roku opublikowano w gazecie „Latvijas Vēstnesis” jej tłumaczenie wiersza estońskiego poety Villema Grünthala-Ridala Upurakmeņi. Jej własny wiersz Baznīcā wydany został w 1923 roku również w „Latvijas Vēstnesis”. W 1931 roku wydała pierwszy tom poezji Sila ziedi, zyskał dużą popularność w latach 30. XX w. i do 1940 roku miał aż pięć wydań. Tłumaczyła głównie z języka estońskiego i pisała artykuły w różnych w czasopismach na temat literatury estońskiej. Tłumaczyła także z języka fińskiego, rosyjskiego, francuskiego, niemieckiego i szwedzkiego. Największą sławę przyniosła jej sztuka Rudens rozes, która nadal jest ceniona i wystawiona została w 2004 roku.
Jej jedyna powieść, Agrā rūsa (1944), została zekranizowana w 1979 roku. Film cieszył się dużą popularnością w Związku Radzieckim. Po II wojnie światowej pisarka została zmuszona do dostosowania swojej pracy do kanonu realizmu socjalistycznego. Jej powieść Agrā rūsa i kilka sztuk zostało zmienionych i dostosowanych do sowieckich ideologii.
Pamięć o Elīnie Zālīte jest zachowana w Ape, jej imieniem nazwano ulicę, przy której znajduje się dom, w którym dorastała, a budynek zamieniono na miejsce jej pamięci. Znajduje się w nim pamiątkowa ekspozycja „Życie i twórczość Elīny Zālīte” oraz sala pamięci, w której obecnych jest wiele osobistych rzeczy pisarki.

## Wybrane działa
- Sili ziedi, 1931
- Bīstamais vecums, 1927
- Maldu Mildas sapņojums, 1931
- Pirktā laime, 1932
- Svešās asinis, 1935
- Saules zeme Ēģipte agrāk un tagad, 1936
- Mūžīgi vīrišķais, 1938
- Rudens rozes, 1938
- Vālodzes dziesma, 1940
- Sūrais malks, 1943
- Agrā rūsa, 1944
- Intermeco, 1944
- Atgūtā dzimtene, 1948
- Vārds sievietēm, 1950
- Spēka avots, 1951